# Landtagswahl im Burgenland 1949
Die Landtagswahl im Burgenland 1949 wurde am 9. Oktober 1949 durchgeführt und war die 6. Landtagswahl im österreichischen Bundesland Burgenland. Bei der Wahl konnte die Österreichische Volkspartei (ÖVP) ihre absolute Stimmenmehrheit gegenüber der Landtagswahl 1945 um 0,8 Prozentpunkte steigern und erzielte mit 52,6 % eine klare absolute Mehrheit. Die ÖVP konnte ihren Mandatsstand des Weiteren von 17 auf 18 Mandate steigern. Die Sozialistische Partei Österreichs (SPÖ) verlor hingegen rund 4,5 % und stellte mit 40,4 % 13 Mandatare im neuen Landtag, womit sie ein Mandat gegenüber 1945 abgeben musste. Davon profitierte vor allem die Wahlpartei der Unabhängigen (WdU), die bei ihrem erstmaligen Antreten 3,85 % und ein Mandat erreichte. Die Kommunistische Partei Österreichs (KPÖ) verlor hingegen 0,3 % und flog aus dem Landtag. Den Einzug in das Landesparlament verpasste auch die Liste Einigung der Mitte (EM), die mit 0,2 % klar scheiterte. 
Der Landtag der VI. Gesetzgebungsperiode konstituierte sich in der Folge am 4. November 1949 und wählte an diesem Tag die Landesregierung Karall II.

## Ergebnisse
- SPÖ: 13
- ÖVP: 18
- VDU: 1

|                                         | Ergebnisse 1949 | Ergebnisse 1949 | Ergebnisse 1949 | Ergebnisse 1945  | Ergebnisse 1945  | Ergebnisse 1945  | Differenzen | Differenzen | Differenzen |
| --------------------------------------- | --------------- | --------------- | --------------- | ---------------- | ---------------- | ---------------- | ----------- | ----------- | ----------- |
| Wahlberechtigte                         | 169.836         | 169.836         | 169.836         | 137.222          | 137.222          | 137.222          | + 32.614    | + 32.614    | + 32.614    |
| Wahlbeteiligung                         | 97,41 %         | 97,41 %         | 97,41 %         | 96,39 %          | 96,39 %          | 96,39 %          | + 1,01 %    | + 1,01 %    | + 1,01 %    |
|                                         | Stimmen         | %               | Mand.           | Stimmen          | %                | Mand.            | Stimmen     | %           | Mand.       |
| Abgegebene Stimmen                      | 165.432         |                 |                 | 132.262          |                  |                  | + 33.170    |             |             |
| Ungültig                                | 1.034           | 0,63 %          |                 | 665              | 0,50 %           |                  | + 369       | + 0,13 %    |             |
| Gültig                                  | 164.398         | 99,37 %         |                 | 131.597          | 99,50 %          |                  | + 32.801    | - 0,13 %    |             |
| Partei                                  |                 |                 |                 |                  |                  |                  |             |             |             |
| Österreichische Volkspartei (ÖVP)       | 86.496          | 52,61 %         | 18              | 68.200           | 51,82 %          | 17               | + 18.296    | + 0,79 %    | + 1         |
| Sozialistische Partei Österreichs (SPÖ) | 66.470          | 40,43 %         | 13              | 59.106           | 44,91 %          | 14               | + 7.364     | - 4,48 %    | - 1         |
| Wahlpartei der Unabhängigen (WdU)       | 6.327           | 3,85 %          | 1               | nicht kandidiert | nicht kandidiert | nicht kandidiert | + 6.327     | + 3,85 %    | + 1         |
| Kommunistische Partei Österreichs (KPÖ) | 4.784           | 2,91 %          | 0               | 4.291            | 3,26 %           | 1                | + 493       | - 0,35 %    | - 1         |
| Einigung der Mitte (EM)                 | 321             | 0,20 %          | 0               | nicht kandidiert | nicht kandidiert | nicht kandidiert | + 321       | + 0,20 %    | ± 0         |
| Gesamt                                  | 164.398         | 100,00 %        | 32              | 131.597          | 100,00 %         | 32               | + 32.801    |             |             |